# Stronghurst (Illinois)
Stronghurst  – wieś w stanie Illinois w hrabstwie Henderson w Stanach Zjednoczonych.